# Francesco Castellani
Francesco Castellani (Terni, 9 settembre 1961) è un regista e sceneggiatore italiano.

## Biografia
Ha realizzato numerosi documentari, lungometraggi e reportage televisivi, con particolare attenzione alle tematiche della migrazione, dell'integrazione sociale e culturale, dell'arte e dell'archeologia, della politica e della storia e collaborato con le principali reti televisive italiane come regista, autore e supervisore artistico di format.
Ha diretto campagne di comunicazione istituzionale per il Servizio Civile Nazionale, contro le droghe, per la donazione degli organi e altre campagne nazionali legate a temi sociali e giovanili.
Partecipa alla sceneggiatura del film Vieni via con me, uscito nelle sale il 2005, per la regia di Carlo Ventura, produzione RC FILMS, distribuzione Medusa.
Il suo film/documentario Locating Little Wing – appunti per un film da fare in West Africa, realizzato in Ghana, vince nel 2006 il premio come Miglior Documentario all'Ischia International Film Festival.
Nel 2009 ha ideato e diretto la serie tv di 30 puntate e il documentario Liberi Nantes Football Club sulle vicende di una squadra di calcio interamente composta da rifugiati e migranti forzati. Il documentario (Evento Speciale Festival del Cinema di Roma 2009) mescola il linguaggio dell'inchiesta sociale, la cronaca e un esperimento di destrutturazione del reality televisivo e racconta che un altro calcio, lontano dal business e dai media, è possibile.
Dall'incontro con i Liberi Nantes nasce l'idea di realizzare un film ispirato alla squadra di calcio composta da rifugiati: nel 2012 scrive e dirige il film Black Star - Nati sotto una stella nera (Evento Speciale-Gala al Festival Internazionale del Film di Roma 2012). Prodotto da Point Films con Rai Cinema e distribuito nelle sale italiane a partire dall'ottobre 2013, il film ha ottenuto il patrocinio dell'Alto Commissariato delle Nazioni Unite per i Rifugiati (UNHCR) e di Amnesty International (sezione Italiana).
Tra i programmi tv ha firmato la regia di:Omnibus Eveline striscia - TG3 (1995); Il Grande Talk (prima e seconda stagione) Talk Show settimanale sulla televisione italiana e internazionale, Rai Educational/SAT 2000; Visioni Italiane filler di palinsesto, Rai International (1998/99); FAQ – Frequent Archeological Questions pillole di archeologia, Rai Educational (2004); La Piccola Storia, RaiSat Extra (2005); Liberi Nantes Football Club serie Tv in 30 puntate, RedTv (2008/09); Europa Occidente, RedTv (2009); Così stanno le cose, La7 (2009/10); Insideout – Pazzi per la scienza, Rai 2 (2011); I Dieci Comandamenti un programma di Domenico Iannacone e Luca Cambi, Rai 3 (2014).

## Filmografia

### Regista
- Locating Little Wing - Appunti per un film da fare in West Africa (2006)
- Liberi Nantes Football Club (2009)
- Terni, episodio di Frammenti di un discorso democratico (2010)
- Black Star - Nati sotto una stella nera (2012)

### Sceneggiatore
- Vieni via con me (2005)

## Reportage
- TV7, reportage giornalistici per il settimanale del TG1, edizioni 2001 e 2002 tra cui: “Viva Verdi” - “Padre Paolo di Deir Mar Musa” - “Krak de Chevalier, il castello perduto” – “Il carcere di Santo Stefano” – “Palmyra: il sogno di una regina” - “Furti d'arte”
- Un mondo a colori, storie di migrazione e integrazione in Italia - Rai Educational 2001/2002
- Storie di Servizio Civile in Italia, una serie di documentari per la Presidenza del Consiglio dei Ministri/Dipartimento Servizio Civile
- Rasenna l'enigma etrusco. Rai2 – "Il filo di Arianna" 2001 Sceneggiatura Valerio Massimo Manfredi
- Santuari delle tenebre. Rai2 - "Il filo di Arianna" Sceneggiatura Valerio Massimo Manfredi- Selezione ufficiale Festival del Cinema Archeologico di Rovereto 2001
- Akhenaton il faraone eretico. Rai2 - "Il filo di Arianna" Sceneggiatura di Valerio Massimo Manfredi - Selezione ufficiale Agon Festival Atene 2002
- Miracolo a Nairobi di Stella Pende - Rai Educational 2006
- L'isola che c'è, 60 anni di Storia dell'UNICEF - La7